# Пилипчук Святослав Михайлович
Святослав Михайлович Пилипчук (нар. 27 березня 1980, с. Стрептів, нині Львівського району, Львівської області) — український науковець, професор кафедри української фольклористики Львівського національного університету імені Івана Франка, Доктор філологічних наук, директор Інституту франкознавства, голова правління Міжнародного фонду Івана Франка, декан філологічного факультету Львівського національного університету імені Івана Франка у 2015—2021 роках.

## Життєпис
Святослав Пилипчук народився 27 березня 1980 року у селі Стрептів, нині Львівського району, Львівської області. У 2002 році закінчив філологічний факультет Львівського національного університету імені Івана Франка. У 2002—2005 роках навчався в аспірантурі на кафедрі української фольклористики імені академіка Філарета Колесси. У 2005 році захистив кандидатську дисертацію на тему: «Галицько-руські народні приповідки Івана Франка: пареміологічний і пареміографічний аспекти, поетика текстів» (науковий керівник — професор Іван Денисюк).

## Наукові інтереси
Працює над дослідженням фольклористичної спадщини Івана Франка. 
Автор монографічних досліджень: «Галицько-руські народні приповідки: пареміологічно-пареміографічна концепція Івана Франка» (Львів, 2008), «Фольклористична концептосфера Івана Франка» (Львів, 2014) та близько 50 статей на філологічну тематику.

## Публікації

### Монографії
- Пилипчук Святослав. «Галицько-руські народні приповідки»: пареміологічно-пареміографічна концепція Івана Франка / С. Пилипчук. — Львів: Видавничий центр ЛНУ імені Івана Франка, 2008. — 220 с.
- Пилипчук Святослав. Фольклористична концептосфера Івана Франка: монографія / С. Пилипчук. — Львів: ЛНУ імені Івана Франка, 2014. — 466 с.

### Статті
- Пилипчук С. Українські правничі прислів’я у візії Володимира Охримовича / Святослав Пилипчук // Фольклористичні зошити. — 2002. — № 5. — С. 83-90.
- Пилипчук С. Юрій Шевельов про романтичний та позитивістичний підходи у вивченні прислів’їв / Святослав Пилипчук // Мандрівець. — 2003. — № 2 (43). — С. 36-41.
- Пилипчук С. Особливості формування та функціонування прямого та переносного значення паремій / Святослав Пилипчук // Мандрівець. — 2003. — № 4 (45). — С. 43-46.
- Пилипчук С. Пареміологічні зауваги. Погляд Філарета Колесси / Святослав Пилипчук // Родина Колессів у духовному та культурному житті України кінця XIX-XX ст. — Львів, 2005. — С. 110-115.
- Пилипчук С. Принцип збереження мовної автентичности текстів у фольклористичному доробку Івана Франка / Святослав Пилипчук // ЗНТШ. — Львів, 2005. — Т. CCL. — С. 423-430.
- Пилипчук С. «Галицько-руські народні приповідки» Івана Франка: пареміографічний аспект / Святослав Пилипчук // Вісник Львівського університету. Серія філологічна. — Львів, 2006. — Вип. 37. — С. 31–44.
- Пилипчук С. Книга українського мудрослів’я / Святослав Пилипчук // Галицько-руські народні приповідки. Зібрав, упорядкував і пояснив Др. Іван Франко. — Львів: Видавничий центр ЛНУ імені Івана Франка, 2006. — Т. І. — С. 7-16.
- Пилипчук С. Увиразнення специфіки жанру загадки на основі аналізу текстів із Середнього Полісся / Святослав Пилипчук // Народознавчі зошити. — Львів, 2006. — № 3–4. — С. 394-398.
- Пилипчук С. Фольклористичні студії Миколи Костомарова: центральна проблематика / Святослав Пилипчук // Вісник Львівського університету. Серія філологічна. — Львів, 2007. — Вип. 41. — С. 37-43.
- Пилипчук С. Принцип генетичного аналізу паремій у збірнику Івана Франка „Галицько-руські народні приповідки” / Святослав Пилипчук // Нове життя старих традицій: традиційна українська культура в сучасному мистецтві і побуті / Матеріали міжнародної наукової конференції в рамках V Міжнародного фестивалю українського фольклору «Берегиня». — Луцьк: ПДВ «Твердиня», 2007. — С. 318-327.
- Пилипчук С. Образність та асоціативність паремій як елементи поетики жанру / Святослав Пилипчук // Вісник Львівського університету. Серія філологічна. Випуск 39. — Львів, 2007. — С. 304-310.
- Пилипчук С. Галицько-руські народні приповідки // Українська фольклористика. Словник-довідник / Укладання і загальна редакція Михайла Чорнопиского. — Тернопіль: Підручники і посібники, 2008. — С. 66–67.
- Пилипчук С. Пареміологічна концепція Івана Франка // Іван Франко: дух, наука, думка, воля: Матеріали Міжнародного наукового конгресу, присвяченого 150-річчю від дня народження Івана Франка. – Львів: Видавничий центр ЛНУ імені Івана Франка, 2008. — Т. І. — С. 929-936.
- Пилипчук С. Іван Франко про співвідношення національного й інтернаціонального у пареміях / Святослав Пилипчук // Міфологія і фольклор. — Львів, 2008. — № 1(1). — С. 79–85.
- Пилипчук С. З останнього десятиліття франкознавства у Львівському університеті / Святослав Пилипчук // Слово і час. — 2008. — № 10 (574). — С. 21-30 (у співавторстві з Легким М.).
- Пилипчук С. Професор з легенди / Святослав Пилипчук // Дзвін. — 2009. — № 11/12. — С. 166-168.
- Пилипчук С. «Велика психологія цивілізованої душі»: антропологічна школа в оцінці Івана Франка / Святослав Пилипчук // Українське літературознавство. — Львів, 2008. — Вип. 70. — С. 263–269.
- Пилипчук С. «Шукання в орієнті»: міграційна школа в оцінці Івана Франка / Святослав Пилипчук // Українське літературознавство. — Львів, 2010. — Вип. 72. — С. 227–239.
- Пилипчук С. Жанр колядки у науковій рецепції Івана Франка / Святослав Пилипчук // Вісник Львівського університету. — Львів, 2010. — С. 129–139. — (Серія філологічна. Франкознавство; Вип. 51).
- Пилипчук С. «Не щадячи ні трудів, ані поту…»: франкознавчі студії Романа Кирчіва / Святослав Пилипчук // Народознавчі зошити. — Зош. І–ІІ. — Січень–квітень (91–92). — 2010. — С. 41–46.
- Пилипчук С. «Тисячні зв'язуючі огнива»: співвідношення фольклору та літератури у науковій аргументації Івана Франка / Святослав Пилипчук // Література. Фольклор. Проблеми поетики. — Київ: КНУ імені Тараса Шевченка, 2010. — Вип. 34. — С. 320–332.
- Пилипчук С. Міфологічна школа в оцінці Івана Франка / Святослав Пилипчук // Вісник Львівського університету. — 2010. — С. 107–116. — (Серія філологічна; Вип. 43).
- Пилипчук С. Франкова концепція написання історії української фольклористики / Святослав Пилипчук // Література. Фольклор. Проблеми поетики. — Київ: КНУ імені Тараса Шевченка, 2011. — Вип. 35. — С. 447–456.
- Пилипчук С. Думознавство Івана Франка / Святослав Пилипчук // Українське літературознавство.. — Львів, 2011. — Вип. 74. — С. 215–225.
- Пилипчук С. «Приступити до оцінки і означення того, що називаємо гумором українського народу…»: анекдотознавчий дискурс Івана Франка / Святослав Пилипчук // Вісник Львівського університету. — 2011. — С. 108–122. — (Серія філологічна. Франкознавство; Вип. 55).
- Пилипчук С. Апостол нації / Святослав Пилипчук // Каменяр. — Львів, 2011. — № 3. — С. 1-2.
- Пилипчук С. Іван Франко і Львівський університет / Святослав Пилипчук // Каменяр. — Львів, 2011. — № 1. — С. 1-2.
- Пилипчук С. «Блискавка, що нагло освітлює найглибші тайники людської душі…»: баладознавчі розмисли Івана Франка / Святослав Пилипчук // Українське літературознавство. — Львів, 2012. — Вип. 76. — С. 155–167.
- Пилипчук С. Іван Франко – дослідник неказкової фольклорної прози / Святослав Пилипчук // Народознавчі зошити. — 2012. — № 4. — С. 622–633.
- Пилипчук С. Казкознавство Івана Франка / Святослав Пилипчук // Література. Фольклор. Проблеми поетики. — Київ: КНУ імені Тараса Шевченка, 2012. — Вип. 37. — С. 110–122.
- Пилипчук С. «Се розрізнені перлини великого намиста…»: жанр коломийки у науковій рецепції Івана Франка / Святослав Пилипчук // Бахмутський шлях. — Луганськ, 2012. — № 3/4 (66/67). — С. 174–184.
- Пилипчук С. «Вірю в силу духа…»: має стати Франкового слова / Святослав Пилипчук // Дзвін. — 2012. — № 8 (814). — С. 111–115.
- Пилипчук С. Іван Франко і молодь: уроки націєтворення / С. Пилипчук // Науковий вісник Музею Івана Франка у Львові. — Львів: Апріорі, 2012. — Вип. 11. — С. 494–504.
- Пилипчук С. Весняна календарно-обрядова поезія у рецепції Івана Франка / Святослав Пилипчук // Вісник Львівського Університету. — Львів, 2013. — С. 178–188. — (Серія філологічна; Вип. 58).
- Пилипчук С. Іван Франко — теоретик культурно-історичної школи у фольклористиці / Святослав Пилипчук // Вісник Прикарпатського Університету. Філологія. — Івано-Франківськ, 2012–2013. — Вип. 38–39. — С. 16–24.
- Пилипчук С. Антропологічна школа / Пилипчук С. // Наукове товариство імені Шевченка. Енциклопедія. — Львів, 2013. — Т. 1.
- Пилипчук С. «Безпристрасне вистудіювання тексту…»: методологія філологічної школи у фольклористичній практиці Івана Франка / Святослав Пилипчук // Studia methodologica. — Тернопіль, 2014. — № 37. — С. 123–129.
- Пилипчук С. «Первісні форми князівсько-лицарського епосу»: билинознавчі зауваги Івана Франка / Святослав Пилипчук // Українське літературознавство. — 2014. — Вип. 78. — С. 224–236.
- Пилипчук С. Компаративістичні студії Франка-фольклориста / Святослав Пилипчук // Компаративні дослідження слов’янських мов і літератур: пам'яті академіка Леоніда Булаховського: зб. наук. праць. — К.: Освіта України. — Вип. 24. — С. 362–378.
- Пилипчук С. «Один із найзаслуженіших діячів на полі українознавства»: Осип Бодянський в оцінці Івана Франка / С. Пилипчук // Прикарпатський вісник Наукового товариства імені Шевченка. Слово. — Івано-Франківськ, 2014. — № 2 (26). — С. 268-282.
- Пилипчук С. Завжди актуальний Іван Франко / С. Пилипчук // Рідний край. Альманах Полтавського державного педагогічного університету. — 2014. — № 2 (31). — С. 64-67.
- Пилипчук С. Іван Франко – дослідник народної веснянково-гаївкової поезії / Святослав Пилипчук // Spheres of culture. — Lublin, 2013. — Vol. V. — P. 349–358.
- Пилипчук С. Українська весільна драма у рецепції Івана Франка / Святослав Пилипчук // Липар. Часопис за књижевност, језик, уметност и културу. — Крагујевц, 2013. — Година XIV, број 52. — С. 47–62.
- Пилипчук С. Генологический аспект фольклористических исследований Ивана Франко / Святослав Пилипчук // European Applied Sciences. — Stuttgart. — 2014. — # 2. — P. 122–124.
- Pylypchuk S. «Multiple linking cords»: correlation of folklore and literature in Ivan Franko’s scholarly argumentation / S. Pylypchuk // East European and Balkan Studies. — Vol. 39. — # 3. — 2014. — P. 40–52.
- Пилипчук С. «Як ся діяло із первовіку»: Іван Франко під знаком «Коляди» // Вісник Львівського університету. Серія філологічна. Франкознавство. — Львів, 2015. — Вип. 62. — С. 28–34.
- Пилипчук С. «Сік українських пісень народних», «перетворений в кипучу кров поета»: Франкове прочитання Шевченкового «Перебенді» / С. Пилипчук // Тарас Шевченко: «Апостол правди і науки» (Матеріали міжнародної наукової конференції, присвяченої 200-річчю від дня народження Тараса Шевченка). — Львів, 2015. — С. 568-578.
- Пилипчук Святослав. «Незвичайно енергійний та симпатичний чоловік…»: Митрофан Дикарів у рецепції Івана Франка // Українське літературознавство. — Львів, 2015. — Випуск 79. — С. 193–198.
- Пилипчук Святослав. Франків одвертий лист у вічність // Каменяр. Інформаційно-аналітичний часопис Львівського національного університету імені Івана Франка. — 2015. — № 9. — листопад-грудень.
- Пилипчук Святослав. Франкові оскарження «темного царства»: lux in tenebris? // Каменяр. Інформаційно-аналітичний часопис Львівського національного університету імені Івана Франка. — 2016. — № 5–6. — травень-червень.

### Рецензії
- Пилипчук С. Дослідження номеносфери поезії Івана Франка (Рец. на кн.: Мар'яна Челецька. Номеносфера поезії Івана Франка (поетика заголовків, присвят, епіграфів). — Львів, 2007. — 304 с.) / Святослав Пилипчук // Слово і час. — № 8 (584) (серпень 2009 р.). — С. 116-118.
- Пилипчук С. У пошуках «останків первісного світогляду» (Рец. на книгу: Дронь К. Міфологізм у художній прозі Івана Франка (імагологічний аспект): монографія. — Київ: Наукова думка, 2013. — 240 с.) / Святослав Пилипчук // Українське літературознавство. — 2014. — Вип. 78. — С. 340-343.

### Тези
- Пилипчук С. Франкова інтерпретація здобутків європейської пареміографії // Тези доповідей XVII, XVIII, ХІХ франківських щорічних наукових конференцій. — Львів: Видавничий центр ЛНУ імені Івана Франка, 2007. — С. 85-89.